# Papuana biroi
Papuana biroi är en skalbaggsart som beskrevs av S. Endrödi 1969. Papuana biroi ingår i släktet Papuana och familjen Dynastidae. Inga underarter finns listade i Catalogue of Life.